# (24935) Godfreyhardy
(24935) Godfreyhardy ist ein Asteroid des Hauptgürtels, der am 28. April 1997 vom italo-amerikanischen Astronomen Paul G. Comba am Prescott-Observatorium (IAU-Code 684) entdeckt wurde.
Der Asteroid ist nach dem britischen Mathematiker Godfrey Harold Hardy (1877–1947) benannt.